# Orbitaal

Orbitalen

Een orbitaal is in de kwantummechanica het gebied rondom een atoomkern waarin elektronen met een bepaalde energie zich met 90% waarschijnlijkheid bevinden. In de klassieke mechanica, zoals het atoommodel van Bohr, bevinden de elektronen zich in een serie bolvormige schillen rondom de atoomkern. De kwantummechanica beschrijft de positie van een elektron echter met een golffunctie, die zelf ook als orbitaal wordt aangeduid. In de kwantummechanica is de positie van een elektron niet met zekerheid vast te stellen. Wel is door middel van een kansverdeling, die bepaald wordt door de golffunctie, te bepalen hoe waarschijnlijk het is dat het elektron zich in een bepaald gebied bevindt.

## Positie van een elektron
In het klassieke atoommodel bevond een elektron zich in een schil, een bolvormig gebied rondom de kern en werd het elektron als een min of meer puntvormig deeltje beschouwd.
De kwantummechanica is daarentegen gebaseerd op het principe van de dualiteit. Volgens dit principe kunnen we elektronen én als golven én als deeltjes beschouwen. Daarmee komt een typische deeltjes-eigenschap als 'positie' in een wat ander daglicht te staan, omdat golven nu eenmaal geen puntvormige objecten zijn, maar over grotere gebieden gelokaliseerd zijn, zoals golven op het oppervlak van de zee. Orbitalen zijn de staandegolfpatronen die ontstaan wanneer een elektron(golf) door een atoomkern ingevangen wordt in het elektrische veld van de kern.
De golf-interpretatie verklaart veel. Zo wordt het duidelijk waarom het elektron(deeltje) niet gewoon op de kern neerstort: de reden is dat een elektron nu eenmaal een golf is die zich niet zo makkelijk tot zo'n kleine ruimte laat terugbrengen en een staandegolfpatroon moet vormen.
Toch kan aan het staandegolfpatroon wel ook een deeltjes-interpretatie toegekend worden, wat ook wel logisch is, omdat het elektron altijd ook nog deeltjes-eigenschappen vertoont. (Het heeft bijvoorbeeld nog steeds een massa en een lading). De golffunctie Ψ(x,y,z) die het ruimtelijke golfpatroon van het elektron beschrijft, en die zelf ook wel als "orbitaal" wordt aangeduid, wordt dan gezien als bepalend voor de kansverdeling van de positie van het elektron rond de atoomkern. Preciezer gezegd: de grootheid |Ψ|2 wordt beschouwd als de kansdichtheid. Dit is een wat gevaarlijke interpretatie, omdat het de indruk zou kunnen wekken dat het elektron toch qua positie op een punt vast te pinnen zou zijn. De dualiteit en het onzekerheidsprincipe van Heisenberg, dat ermee samenhangt, zegt dat dat niet mogelijk is, doordat de onzekerheid in impuls oneindig groot zou worden als de onzekerheid in positie tot nul zou worden teruggebracht.
In principe bestaat de mogelijkheid het elektron op zeer grote afstand van de kern aan te treffen, maar de kans daarop is uiterst gering. Daarom kiest men een zo klein mogelijk volume waarbinnen het elektron met een kans van 90% wordt aangetroffen. Dat gebied wordt dan als orbitaal aangemerkt. De contourvlakken van dit gebied worden als afbeeldingen van het orbitaal gebruikt.
Golffuncties kunnen echter maar moeilijk in beeld worden gebracht; Ψ zelf is in de regel een complexe driedimensionale functie die ook nog met de tijd in fase varieert. Er kunnen delen zijn van het golfpatroon waar de fase een tegengesteld teken vertoont. Delen met tegengestelde fase worden gescheiden door knoopvlakken. Voor de verdere ontwikkeling van de theorie voor de binding die atomen in moleculen samenhoudt, zijn deze faseverschillen erg belangrijk. |Ψ|2 vertoont dat fasegedrag niet. De functie is niet complex, maar reëel, zelfs niet-negatief en daarmee gemakkelijker in beeld te brengen.

### s-orbitalen
Het eenvoudigste orbitaal is het 1s-orbitaal. Dit is bolvormig.
De golffunctie van het laagste s-orbitaal (1s) heeft overal hetzelfde teken, zodat het orbitaal geheel aaneengesloten is. Het maximum van de kansverdeling ligt op de kern van het atoom, waar in de klassieke mechanica het elektron beslist niet kon komen, en de kansdichtheid neemt af met toenemende afstand tot de kern.
De 2s en hogere orbitalen hebben knoopvlakken, vlakken waar de golffunctie door nul gaat. De knoopvlakken van de 2s, 3s enzovoorts zijn concentrische boloppervlakken. De kansverdeling van de elektronen is op die vlakken nul, het elektron kan alleen aan weerszijden van zo'n vlak worden aangetroffen. Aangezien het elektron niet op zo'n vlak kan komen, kan het alleen van de ene naar de andere kant komen door te tunnelen.

### p-orbitalen
Op de s- volgen de p-orbitalen. Het laagste is 2p; dit vertoont een haltervorm, waarvan het knooppunt samenvalt met de atoomkern. Er is 1 knoopvlak dat midden tussen de twee armen van de halter loopt. Een p-orbitaal is een lineaire combinatie van drie mogelijke p-orbitalen van eenzelfde subniveau. Deze zijn in de ruimte georiënteerd volgens drie loodrecht op elkaar staande richtingen.
Hogere p-orbitalen (3p, 4p, ... ) hebben naast het knoopvlak tussen de halters ook nog knoopvlakken als de hogere s-orbitalen, in de vorm van een bolschil.

### d, f, g, h... en hogere orbitalen
De d-, f-, en hogere orbitalen vertonen meer en meer ingewikkelde vormen en beginnen met 2, 3 en meer knoopvlakken.